# Igor Bour
Igor Bour (18 de diciembre de 1984) es un deportista moldavo que compitió en halterofilia. Ganó una medalla de oro en el Campeonato Europeo de Halterofilia de 2007, en la categoría de 56 kg.

## Palmarés internacional
| Campeonato Europeo | Campeonato Europeo    | Campeonato Europeo | Campeonato Europeo |
| Año                | Lugar                 | Medalla            | Categoría          |
| ------------------ | --------------------- | ------------------ | ------------------ |
| 2007               | Estrasburgo (Francia) | Medalla de oro     | 56 kg              |